# Gurre-Lieder

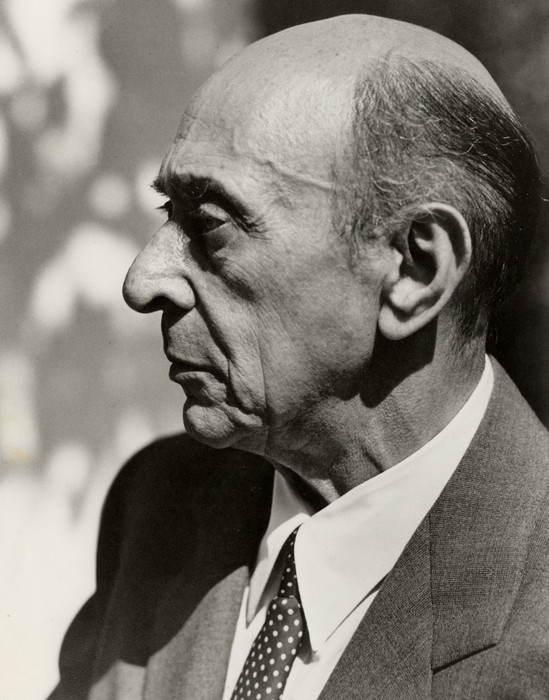
Arnold Schoenberg

Les Gurre-Lieder (ou Gurrelieder) sont une œuvre pour voix et orchestre d'Arnold Schönberg sur des textes de Jens Peter Jacobsen traduits en allemand par Robert Franz Arnold en 1899.
Il s'agit d'une composition de relative jeunesse malgré son ampleur, écrite peu après La Nuit transfigurée, bien avant ses grandes œuvres dodécaphoniques et dont l'inspiration reste très post-romantique. Son écriture s'étend entre 1900 (année où il en conçoit la structure en trois parties pour cinq solistes, un récitant, trois chœurs d'hommes à 4 voix, un grand chœur à 8 voix et un très grand orchestre) et le 23 février 1913 avec Marya Freund (Tove), Hans Nachod (Valdemar), Anna Bahr-Mildenburg (Waldtaube) direction par Franz Schreker, date de sa création à Vienne. En fait, la première version de l'œuvre fut rapidement achevée, mais « oubliée » par le musicien, peut-être un peu impressionné par la taille de l'effectif nécessaire, mais aussi par le changement progressif de langage musical qu'il aborde peu après.
L'écriture de l'œuvre reprend le style harmonique très chromatique du Tristan et Iseult de Richard Wagner. La polyphonie, savante, utilise fréquemment le style en imitation. Le tout au service d'une musique expressive, de caractère post-romantique.
Alban Berg en fit une transcription partielle pour piano en 1907. Anton Webern en fit également une version pour huit mains et deux pianos en 1910.

## Argument
Le poème reprend l'histoire du roi Valdemar Ier du Danemark (1131-1182) et de sa maîtresse, Tove, dans le château de Gurre. La première partie raconte leur rencontre et consiste en une alternance d'épisodes chantés par le roi et par l'amante, et séparés par des interludes orchestraux. L'héroïne est alors, dans la légende, assassinée dans un bain trop chaud par l'épouse légitime du roi. Elle se transforme en colombe et c'est le dernier chant de la première partie. On note à ce propos les allitérations Tove-Taube (colombe, en allemand) ainsi que Gurre avec le roucoulement de cette dernière. La seconde partie, courte, est un chant de vengeance de Valdemar. La troisième et dernière partie, un peu plus courte que la première, raconte les imprécations du roi contre Dieu, et la vengeance de celui-ci condamnant le premier à une folle ronde éternelle dans la nuit.
- Première partie
  - Prélude orchestral
  - Valdemar : Nun dämpft die Dämm’rung jeden Ton
  - Tove : O wenn, des Mondes Strahlen leise gleiten,
  - Valdemar : Roß ! Mein Roß ! Was schleichst du so träg !
  - Tove : Stern jubeln, das Meer, es leuchtet,
  - Valdemar : So tanzen die Engel vor Gottes Thron nicht,
  - Tove : Nun sag ich dir zum ersten Mal :
  - Valdemar : Es ist Mitternachtszeit,
  - Tove : Du sendest mir einen Liebesblick
  - Valdemar : Du wunderliche Tove !
  - Interlude orchestral
  - Tove (transformée en Colombe) : Tauben von Gurre ! Sorge quält mich,
- Seconde partie
  - Valdemar : Herr Gott, weißt Du, was Du tatest,
- Troisième partie : la chasse sauvage
  - Valdemar : Erwacht, König Waldemars Mannen wert !
  - Paysans : Deckel des Sarges klappert und kappt,
  - Hommes de Valdemar : Gegrüßt, o König, an Gurre-Seestrand !
  - Valdemar : Mit Toves Stimme flüstert der Wald,
  - Klauss, le fou : Ein seltsamer Vogel ist so’n Aal,
  - Valdemar : Da strenger Richter droben
  - Hommes de Valdemar : Der Hahn erhebt den Kopf zur Kraht
  - Prélude orchestral
  - Récitant : Herr Gänsefuß, Frau Gänsekraut, nun duckt euch nur geschwind
  - Chœurs : Seht die Sonne

## Discographie sélective
- Orchestre Symphonique de la Radio Danoise, Choeur de la Radio Danoise, direction János Ferencsik, avec Martina Arroyo, Janet Baker, Alexander Young - La Voix de son maître (1974)
- Orchestre symphonique de Boston, chœur du festival de Tanglewood, direction Seiji Ozawa, avec Jessye Norman, Tatiana Troyanos, James McCracken - Philips (1979).
- Orchestre de la Staatskapelle de Dresde, direction Christian Thielemann, avec Camilla Nylund, Stephen Gould, Christa Mayer - (enregistrement public du 10 mars 2020).